# 6-я Радиальная улица
Шеста́я Радиа́льная у́лица (до 5 апреля 1965 года — у́лица Свобо́ды (Ле́нино), до 1960 года — у́лица Свобо́ды посёлка Ленино-Дачное) — улица, расположенная в Южном административном округе города Москвы на территории района Бирюлёво Восточное.

## История
Улица находится на территории бывшего посёлка Царицыно-Дачное (Покровская сторона), позднее Ленино-Дачное. До революции она носила название 9-й проспект (всего в этой дачной местности существовало 15 проспектов), в советское время называлась у́лица Свобо́ды. В 1960 году посёлок Ленино-Дачное вошёл в состав Москвы, улица была переименована в у́лицу Свобо́ды (Ле́нино), а 5 апреля 1965 года для устранения одноимённости с улицей Свободы улица была переименована и получила современное название по своему радиальному положению относительно Спортивной улицы и проезда Кошкина. Впоследствии улица продлена в промзону у железнодорожных путей Курского направления.

## Расположение
6-я Радиальная улица проходит от Спортивной улицы на юго-запад, пересекает проезд Кошкина, Липецкую и Дуговую улицы, поворачивает на запад и проходит до соединительной железнодорожной ветки Курского и Павелецкого направлений Московской железной дороги. Участок 6-й Радиальной улицы между Липецкой и Дуговой улицами является непроезжим. Нумерация домов начинается от Спортивной улицы.

## Примечательные здания и сооружения
По нечётной стороне:
- д. 1 — Академия Союза казачьих войск;
- д. 7 — Московский комбинат хлебопродуктов;
- д. 17 — Деревообрабатывающий комбинат № 1.

По чётной стороне:
- д. 62 — завод игрушек ЗАО «Огонёк».

## Транспорт

### Автобус
- От станции метро «Царицыно» автобус с869. Остановка «6-я Радиальная улица» на Липецкой улице автобусов 489, 814, 921, е80, е80к, м87, м88, м89, м89к, с869, с891, н13. Остановка «6-я Радиальная улица» на проезде Кошкина автобусов м82, с854.

### Метро
- Станция метро «Царицыно» Замоскворецкой линии — северо-восточнее улицы, на пересечении Каспийской и Луганской улиц.

### Железнодорожный транспорт
- Платформа «Царицыно» Курского направления МЖД — северо-восточнее улицы, на пересечении Каспийской и Луганской улиц.

### Перспективы
Планируется строительство станции метро и транспортно-пересадочного узла с проектным названием «6-я Радиальная улица» на Бирюлёвской линии, позднее название изменено на «Каспийская».